# Heinrich Vogelsang

Heinrich Vogelsang, um 1885

Heinrich Vogelsang (* 17. März 1862 in Bremen; † 25. Mai 1914 ebenda) war ein deutscher Kaufmann und Leiter der ersten Lüderitz-Expedition nach Angra Pequena (Deutsch-Südwestafrika, heute Namibia).

## Biografie
Vogelsang, Sohn eines wohlhabenden Bremer Tabakhändlers und bereits in West- und Südafrika sowie in Ostafrika tätig gewesen, lernte im Jahr 1882 den Bremer Kaufmann und Tabakhändler Adolf Lüderitz kennen und wurde in dessen Firma F. A. E. Lüderitz eingestellt und 1883 nach Angra Pequena (später Lüderitzbucht) geschickt. Lüderitz wollte dort Land kaufen, auf dem man nicht nur Handel treiben, sondern auch deutsche Bürger ansiedeln konnte.
In Angra Pequena am 9. April 1883 angekommen, erwarb Vogelsang schon am 1. Mai 1883 durch einen Kaufvertrag mit dem Vethanien-Nama-Kaptein Josef Frederiks II. den Hafen von Angra Pequena und das umliegende Land im Umkreis von 5 Meilen für 100 britische Pfund in Gold und 200 Gewehre mit Zubehör. In einem zweiten Vertrag sicherte er der Firma einen 20 Meilen tiefen Küstenstreifen vom Oranje bis zu 26° südlicher Breite. Bei den Vertragsschließungen ließ Vogelsang offen, ob es sich um deutsche oder die kürzere englische Meile handeln sollte. Adolf Lüderitz berief sich später auf die deutlich längere deutsche Meile (7,5 im Vergleich zu 1,6 Kilometer). Diese Irreführung ging als sogenannter „Meilenschwindel“ in die Geschichte ein.
1884 wurde er vom Generalkonsul Gustav Nachtigal zum Konsul des Bezirks Bethanien und Vertreter der kaiserlichen Regierung in der Lüderitzbucht ernannt. In dieser Funktion schloss er sogenannte Schutzverträge mit einigen Volks- und Stammesgruppen ab. Während ihm dies bei den Herero unter Maharero misslang, war er bei den Rehobothern und anderen erfolgreich.
Vogelsangs Dienstzeit endete 1885. Er verließ das Land, kehrte aber im Dienst der Deutschen Kolonialgesellschaft 1888 noch einmal nach Deutsch-Südwestafrika zurück. Danach widmete er sich endgültig in seiner Heimatstadt Bremen dem Tabakhandel.
Nach Vogelsang wurde das Fort Vogelsang, die Faktorei der lüderitz’schen Firma, an der späteren Lüderitzbucht benannt.
Am 1. Mai 1908, 25 Jahre nach dem Landerwerb in Afrika, wurde Vogelsang durch den Bremer Senat, die dortigen kaufmännischen Vereinigungen und Kolonialbefürworter geehrt. Zwei von der Reichsregierung zuerkannte Orden soll er mit Verweis auf das hanseatische Ordensverbot abgelehnt haben.

## Galerie

Vertrag zwischen Frederiks und Vogelsang vom 25. August 1883
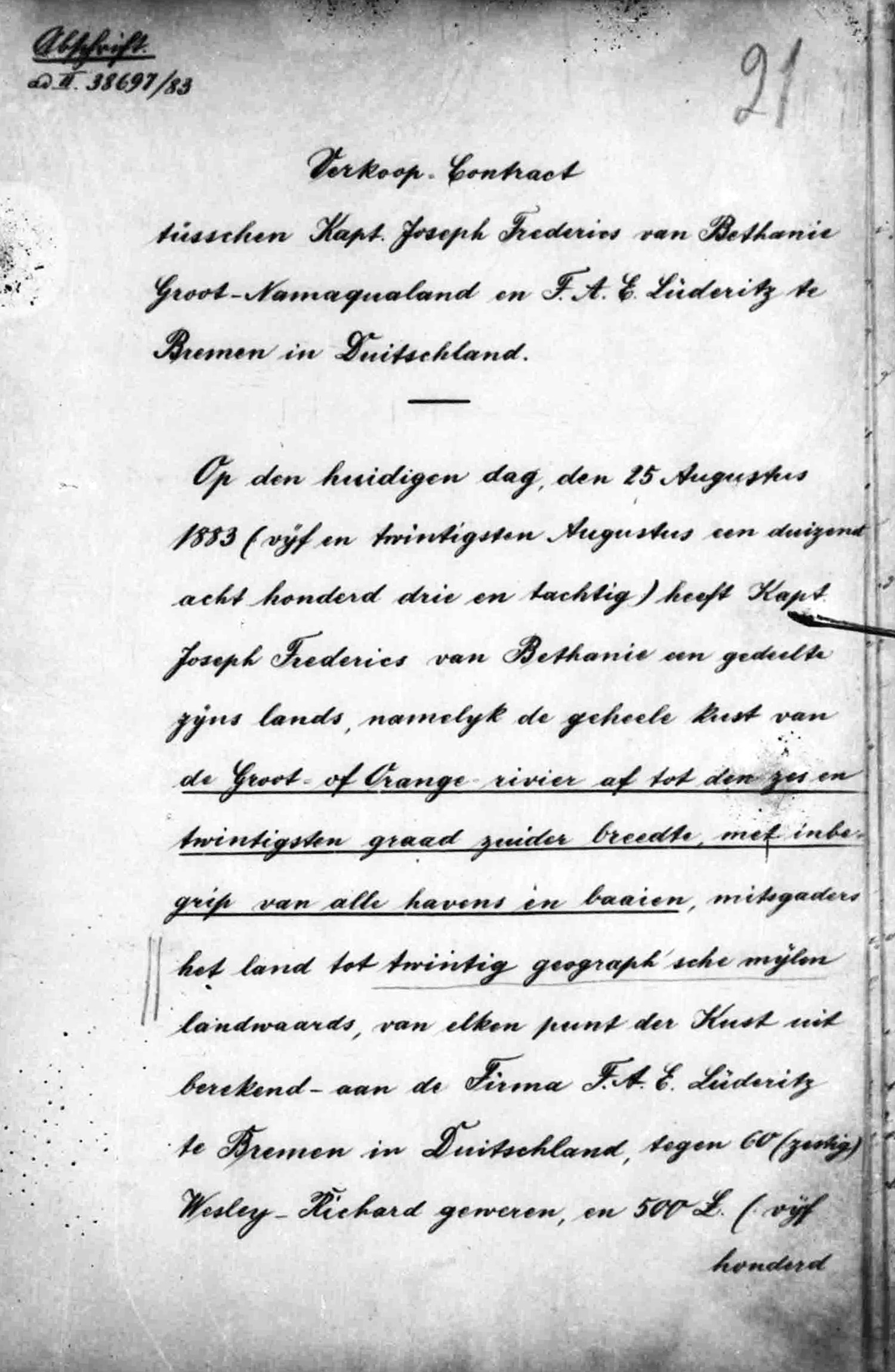
Seite 1
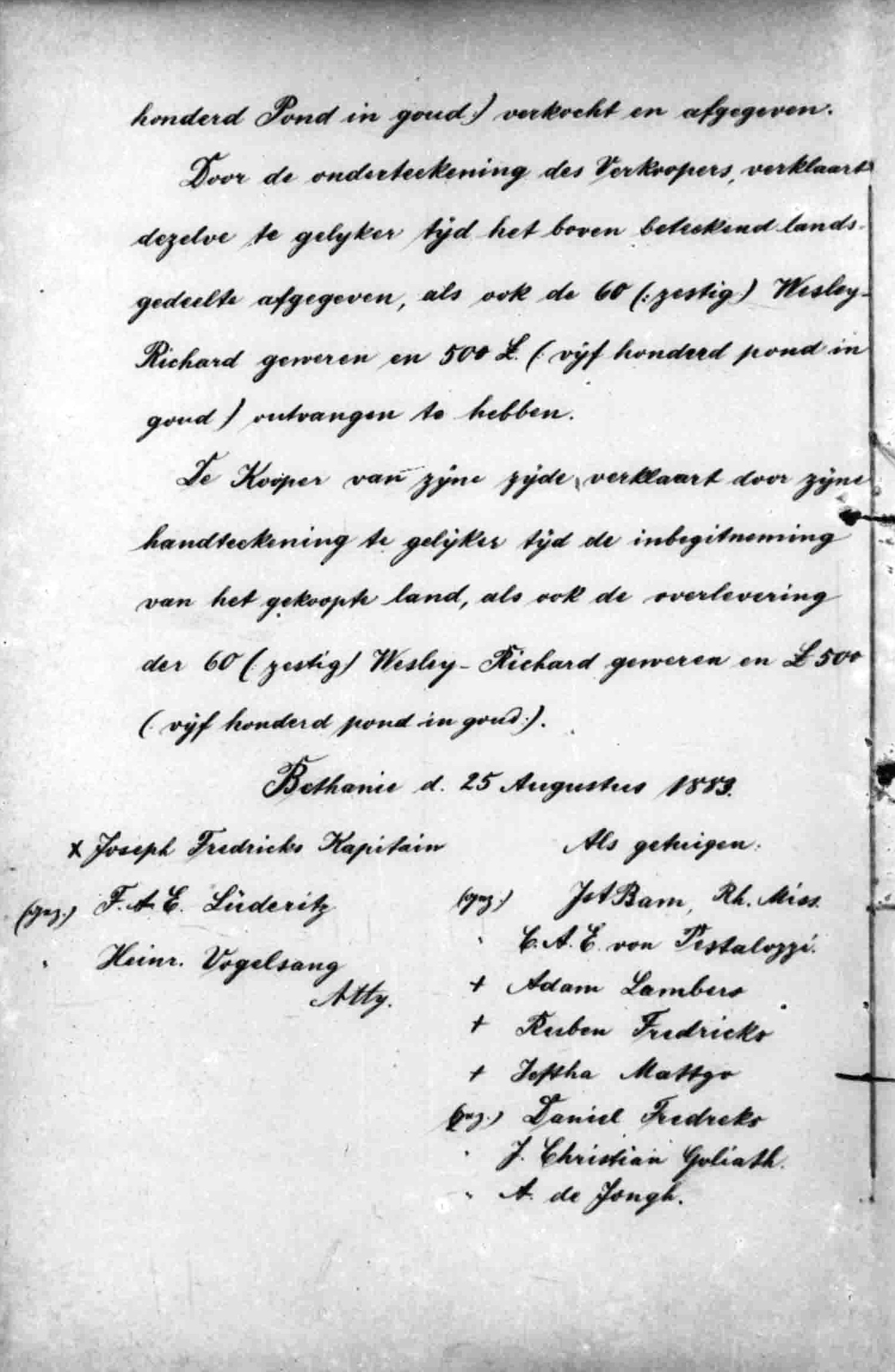
Seite 2